# Roca del Papiol
La Roca del Papiol és una muntanya de 631 metres que es troba entre els municipis de Torrelles de Foix, a la comarca de l'Alt Penedès i del Montmell, a la comarca del Baix Penedès.